# Parafia św. Michała Archanioła w Młochowie
Parafia pw. Świętego Michała Archanioła w Młochowie – parafia rzymskokatolicka należąca do dekanatu raszyńskiego, archidiecezji warszawskiej, metropolii warszawskiej Kościoła katolickiego. Siedziba parafii mieści się przy ulicy ks. Bronisława Markiewicza 10 w Młochowie, na terenie zespołu pałacowo-parkowego. Obsługiwana przez księży michalitów.

## Historia
Parafia została erygowana 1 września 1976. Prowadzą ją księża michalici. 

### Kościół filialny
W 2003 r. powstał filialny kościół w Wólce Kosowskiej pw. Błogosławionych Dzieci z Fatimy: Hiacynty i Franciszka. 

### Kościół parafialny
Od 2019 r. trwa budowa nowego kościoła w Młochowie.

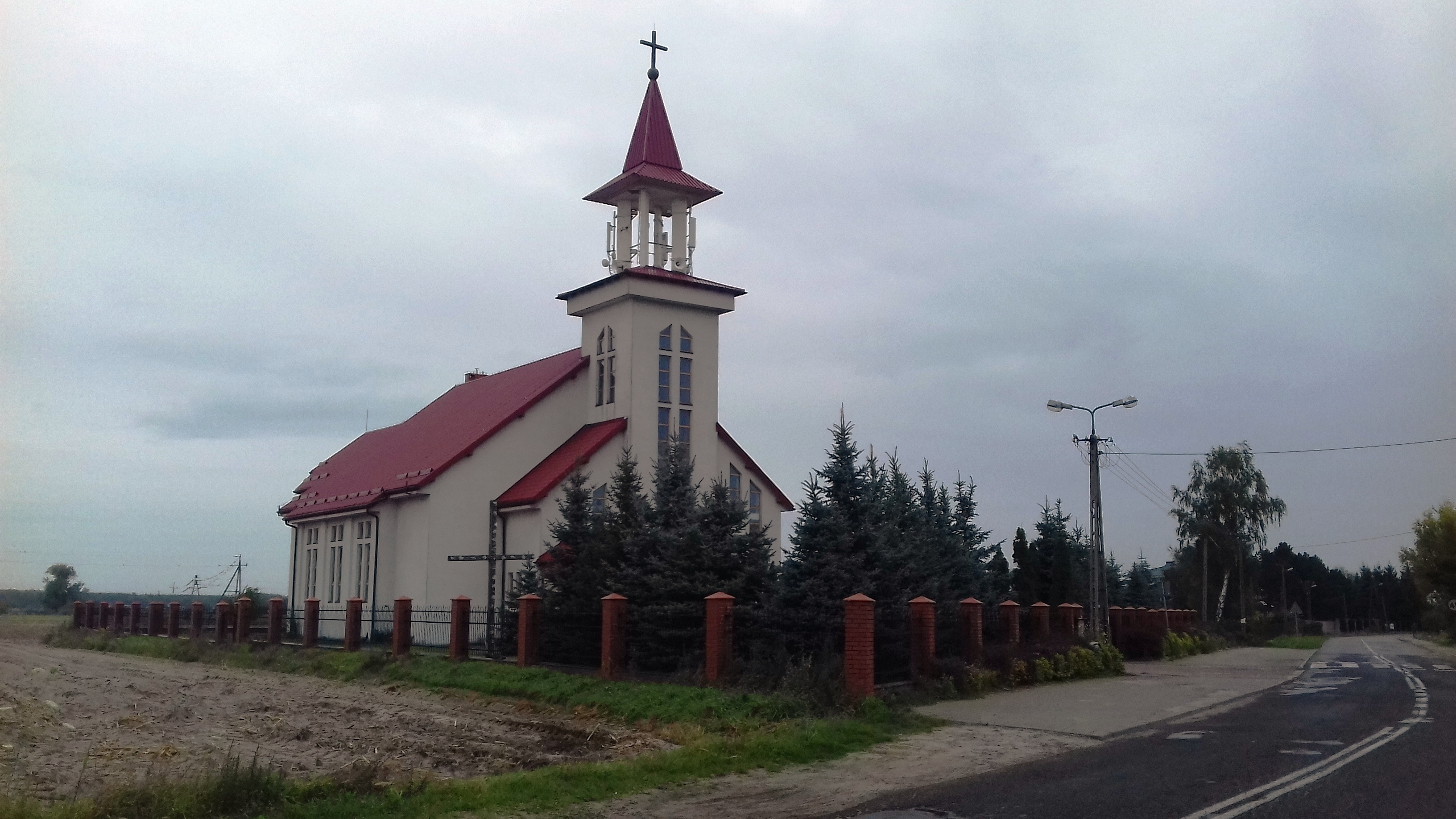
Kościół filialny św. Franciszka i Hiacynty w Wólce Kosowskiej